# Lindt
Lindt je priimek več oseb:
- Auguste Lindt, švicarski politik
- Irina Lindt (* 1974) ruska filmska igralka
- Rudolf Lindt, švicarski slaščičar